# Nagyülés
Nagyülés (1890-ig Nagy-Lehota, szlovákul: Veľká Lehota) község Szlovákiában, a Besztercebányai kerületben, a Zsarnócai járásban.

## Fekvése
Újbányától 10 km-re, északnyugatra fekszik.

## Története
A falu Csák Máté uralma idején keletkezett a garamszentbenedeki apátság területén. Első írásos említése "Nova plantatio" néven Nagy Lajos király oklevelében 1345-ben történik, melyben Újbánya városát megalapítja. A települést Kisüléssel együtt 1424-ben, mint Hrussó várának tartozékát Luxemburgi Zsigmond a Bebek családnak adta. Így szerepel az 1467-ben, 1468-ban és 1504-ben kibocsátott oklevelekben is, később azonban a Dóczyak, majd a Tapolcsányiak birtoka lett. 1467-ben "Nagh Lehota" néven említik. 1536-ban 5 porta után adózott. 1601-ben major és 23 ház állt a településen. 1720-ban 21 adóegysége volt. 1828-ban 101 házában 627 lakos élt. Lakói mezőgazdaságból éltek.
Vályi András szerint "Kis, és Nagy Lehota. Két falu Bars Várm. Kis Lehotának földes Urai G. Keglevics, és G. Koháry Uraságok; Nagy Lehotának pedig a’ Besztercze Bányai Püspök, lakosaik katolikusok, fekszenek Királyhegyhez egy mértföldnyire, határbéli földgyeik meg lehetősek, hasznos erdejek van, legelőjök elég, földgyei hegyesek."
Fényes Elek szerint "Lehota (Nagy), tót f., Bars vármegyében, 627 kath. lak. Kath. paroch. templom. F. u. gr. Keglevich."
A trianoni békeszerződésig Bars vármegye Aranyosmaróti járásához tartozott.

## Népessége
| Év:            | 1994. | 2004.   | 2014.   | 2024.    |
| -------------- | ----- | ------- | ------- | -------- |
| Emberek száma: | 1296  | 1253    | 1139    | 1009     |
| Eltérés:       |       | -3,31 % | -9,09 % | -11,41 % |

| Év:            | 2023. | 2024.   |
| -------------- | ----- | ------- |
| Emberek száma: | 1018  | 1009    |
| Eltérés:       |       | -0,88 % |

1910-ben 968-an lakták, túlnyomórészt szlovákok.
2001-ben 1308 lakosából 1295 szlovák volt.
2011-ben 1193 lakosából 1142 szlovák.

## Nevezetességei
- Római katolikus temploma 1909-ben épült neogótikus stílusban a korábbi, 1780-ban épült barokk templom helyén.

## Külső hivatkozások
- A község az Újbányai régió honlapján Archiválva 2007. november 10-i dátummal a Wayback Machine-ben
- Községinfó
- Nagyülés Szlovákia térképén
- E-obce.sk[halott link]